# Квинт Элий Туберон (консул 11 года до н. э.)
Квинт Э́лий Туберо́н (лат. Quintus Aelius Tuberō) — политический деятель эпохи ранней Римской империи.
Квинт был старшим сыном юриста Квинта Элия Туберона. Согласно генеалогической схеме «Родственники Сеяна», матерью Туберона являлась Юния. Однако на схеме «Три юриста» и в тексте книги «Августовская аристократия» историк Р. Сайм указывает, что Туберон был сыном Сульпиции. До 17 года до н. э. Квинт вошёл в состав коллегии квиндецемвиров священнодействий. Известно, что он принимал участие в Секулярных играх. В 11 году до н. э. Туберон занимал должность ординарного консула вместе с Павлом Фабием Максимом. В их консульство по решению сената была учреждена должность куратора водопроводов.